# Yên Vũ công
Yên Vũ công (chữ Hán: 燕武公; trị vì: 573 TCN-555 TCN), là vị vua thứ 23 của nước Yên - chư hầu nhà Chu trong lịch sử Trung Quốc.
Không rõ tên thật và thân thế của Vũ công. Năm 574 TCN, vua thứ 22 của nước Yên là Yên Chiêu công qua đời, ông lên nối ngôi.
Sử sách không ghi rõ những hành trạng của ông trong thời gian ở ngôi cũng như những sự việc xảy ra ở nước Yên dưới thời Yên Vũ công.
Năm 555 TCN, Yên Vũ công mất. Ông ở ngôi 19 năm. Yên Tiền Văn công lên nối ngôi.